# Gouvernement Álvarez Areces II
 Asturies
Álvarez Areces I Álvarez Areces III
Le gouvernement Álvarez Areces II est le gouvernement des Asturies entre le 8 juillet 2003 et le 13 juillet 2007, durant la VIe législature de la Junte générale de la principauté des Asturies. Il est présidé par Vicente Álvarez Areces.

## Composition
| Fonction                                                                           | Titulaire | Titulaire                        | Parti    |
| ---------------------------------------------------------------------------------- | --------- | -------------------------------- | -------- |
| Président                                                                          |           | Vicente Alberto Álvarez Areces   | FSA-PSOE |
| Conseillère à la Présidence                                                        |           | María José Ramos Rubiera         | FSA-PSOE |
| Conseiller à l'Économie et à l'Administration publique                             |           | Jaime Rabanal García             | FSA-PSOE |
| Conseiller à l'Éducation et à la Science                                           |           | José Luis Iglesias Riopedre      | FSA-PSOE |
| Conseillère à la Culture, à la Communication sociale et au Tourisme                |           | Ana Rosa Migoya Diego            | FSA-PSOE |
| Conseillère au Logement et au Bien-être social                                     |           | Laura González Álvarez           | IUA      |
| Conseiller à la Santé et aux Services sanitaires                                   |           | Rafael Sariego García            | FSA-PSOE |
| Conseiller à l'Environnement, à l'Aménagement du territoire et aux Infrastructures |           | Francisco González Buendía       | FSA-PSOE |
| Conseillère au Milieu rural et à la Pêche                                          |           | Servanda García Fernández        | FSA-PSOE |
| Conseiller à l'Industrie et à l'Emploi                                             |           | Graciano Torre González          | FSA-PSOE |
| Conseiller à la Justice, à la Sécurité publique et aux Relations extérieures       |           | Francisco Javier García Valledor | IUA      |